# Martinová
Martinová (in ungherese: Nemesmartonfala) è un comune della Slovacchia facente parte del distretto di Rimavská Sobota, nella regione di Banská Bystrica.